# 'Abd al-Aziz ibn 'Abd Allah ibn Baz
ʿAbd al-ʿAzīz ibn ʿAbd Allāh ibn Bāz (in arabo عبد العزيز بن عبد الله بن باز‎?; Riyad, 21 novembre 1910 – La Mecca, 13 maggio 1999) è stato un teologo saudita, considerato fra i maggiori eruditi musulmani del XX secolo. Gran Mufti dell'Arabia Saudita dal 1993 fino alla sua morte nel 1999.

## Biografia
Ibn Bāz nacque nel mese di Dhu l-Hijja del 1910 in una famiglia con una reputazione di stretta osservanza all'Islam. Suo padre morì quando lui aveva solo tre anni, ponendo una grande responsabilità su sua madre nel crescerlo. Quando gli si chiedeva della sua infanzia, lo sceicco rispondeva: "mio padre è morto quando avevo tre anni, e ho avuto solo mia madre che si prendeva cura di me e mi ha educato, incoraggiato a saperne di più sulla Shari'a. Anche lei morì quando avevo 26 anni". All'età di tredici anni iniziò a lavorare come venditore di abbigliamento con il fratello in un mercato. Nonostante avesse aiutato notevolmente la famiglia per il suo sostentamento, trovò comunque il tempo di studiare Corano, ḥadīth, Fiqh e Tafsir. Nel 1927, quando aveva sedici anni, iniziò a perdere la vista dopo essere stato afflitto da una grave infezione agli occhi e all'età di 40 anni aveva completamente perso la vista ed era diventato cieco.

All'epoca l'Arabia Saudita non disponeva di un moderno sistema di istruzione universitaria. Nonostante ciò, Ibn Bāz studiò molta letteratura islamica oltre a frequentare numerosi studiosi dai quali imparare. Fra questi:
- 'Abd Allāh bin Fayrij con il quale studiò il Corano sin dall'infanzia.
- Muḥammad ibn Zayd, giudice capo della regione orientale.
- Rāshid ibn Ṣāliḥ al-Khunayn.
- ʿAbd al-Laṭīf ibn Muḥammad al-Shudayyid.
- ʿAbd Allāh bin 'Abd al-Raḥmān ibn Kimar
- ʿAbd Allāh bin Quʿūd.
- Ṣāliḥ ibn Ḥusayn al-ʿIrāqī.
- ʿAbd al-Raḥmān al-Warrāq.
- Studiò per dieci anni con il Muftī dell'epoca, Muḥammad ibn Ibrāhīm ibn ʿAbd al-Laṭīf al-Shaykh, apprendendo tutti i rami della Sharīʿa dal 1927 al 1938.
- Muḥammad ibn ʿAbd al-Laṭīf ibn ʿAbd al-Raḥmān ibn Ḥasan ibn al-Shaykh Muḥammad ibn ʿAbd al-Wahhāb.
- Saʿd ibn Ḥāmad ibn ʿAtīq, giudice capo di Riyāḍ di quel tempo.
- Ḥammād ibn Fāris, con il quale studiò la grammatica araba.
- Saʿd Waqqās al-Bukhārī, uno dei più illustri studiosi di tajwīd[4] de La Mecca.
- Ṣāliḥ ibn ʿAbd al-ʿAzīz ibn ʿAbd al-Raḥmān ibn Ḥasan ibn al-Shaykh Muḥammad ibn ʿAbd al-Wahhāb, uno dei giudici della città di Riyāḍ.

Nel corso della sua carriera ricoprì numerosi incarichi di responsabilità come:
- Giudice del distretto al-Kharj, su raccomandazione di Muḥammad ibn ʿAbd al-Laṭīf al-Shaykh, dal 1938 al 1951.
- Capo degli insegnanti a Riyāḍ presso il Maʿhad al-ʿIlmī nel 1951
- Nel 1951, dopo esser stato giudice ad al-Kharj per 14 anni, venne trasferito a Riyāḍ dove divenne insegnante al Riyadh Institute of Science e insegnò nella Facoltà di Sharīʿa dal 1951 al 1961.
- Nel 1961 venne nominato vice presidente, e poi presidente, dell'Università Islamica di Medina.
- Nel 1970 divenne rettore dell'Università dopo la morte di Muḥammad ibn Ibrāhīm ibn 'Abd al-Laṭīf al-Shaykh, carica che mantenne fino al 1975.
- Nel 1975, un decreto reale lo nominò amministratore del Dipartimento di ricerche scientifiche, con il rango di ministro.
- Nel 1992 venne nominato Gran Mufti dell'Arabia Saudita e capo del Consiglio degli Shuyūkh, mantenendo la presidenza delle ricerche scientifiche e i seguenti incarichi:
- Presidente del Comitato permanente delle ricerche islamiche e l'emissione di Fatwa.
- Presidente membro dell'Assemblea costituente della World Muslim League.
- Presidente dell'Higher World League Council.
- Presidente dell'Assemblea islamica Fiqh, con sede a La Mecca.
- Membro del Consiglio Superiore dell'Università islamica di Medina.
- Membro del Consiglio Superiore per la daʿwah islamica in Arabia Saudita.

Nel corso degli anni ha ricoperto un gran numero di incarichi di presidente o membro di diversi consigli e comitati Islamici e presieduto una serie di conferenze sia in Arabia Saudita e all'estero, oltre a scrivere un gran numero di libri in diversi campi e ad aver emesso un grande numero di fatwā. Nel 1981 è stato insignito del Premio internazionale Re Fayṣal per il servizio reso all'Islam. Fu l'unico Gran Mufti d'Arabia Saudita a non provenire dalla famiglia Al al-Shaykh.
Ibn Bāz emise una fatwa che autorizzava l'imposizione di una tassa sulla salute per sostenere i Mujaheddin durante il jihad anti-sovietico. La sua dichiarazione In difesa delle terre islamiche, scritta principalmente da ʿAbd Allāh al-ʿAzzām, ebbe conseguenze assai importanti nel riuscito appello al jihad contro l'Unione Sovietica. Si dice che la fatwa sia stata il primo appello ufficiale al jihad da parte di uno Stato-nazione contro un altro Stato-nazione in epoca moderna.

## Opere
Scrisse più di sessanta opere riguardanti argomenti diversi come ḥadīth, tafsīr, farāʾiḍ, tawḥīd, fiqh e un gran numero di libri su ṣalāt, zakat, daʿwa, Hajj e ʿumra.

## Morte
Morì la mattina del 13 maggio 1999, all'età di 88 anni. Il giorno seguente, dopo la preghiera del venerdì, re Fahd b. ʿAbd al-ʿAzīz, il principe ʿAbd Allāh b. ʿAbd al-ʿAzīz, Sulṭān b. ʿAbd al-ʿAzīz e centinaia di migliaia di persone recitarono la preghiera funebre nel santuario dell'al-Masjid al-Haram a La Mecca.